# Vibo Valentia megye
Vibo Valentia Olaszország Calabria régiójának egyik megyéje. Székhelye Vibo Valentia város.

## Fekvése

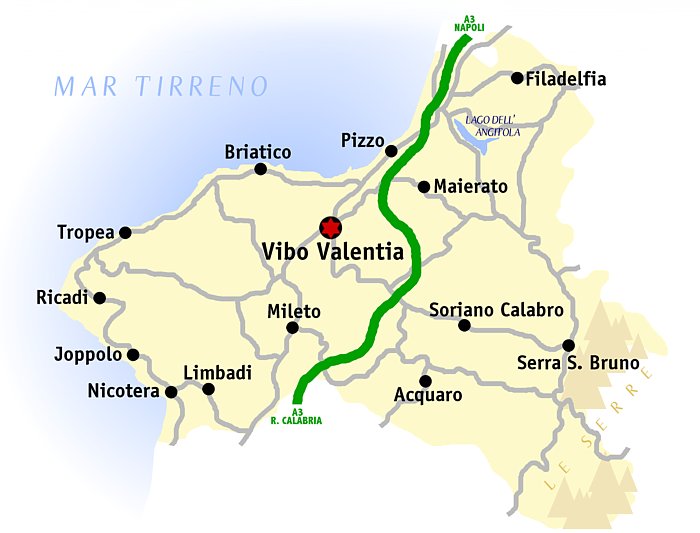
Vibo Valentia megye

Vibo Valentia Calabria régió legkisebb területű megyéje. Reggio Calabria és Catanzaro megyék közé ékelődik.
Területének nagy részét a Santa Eufemia-öböl és a Gioiai-öböl közötti félsziget alkotja. A megye területéhez tartozik a két öböl közti határt képező Capo Vaticano (Vatikán-fok).
Domborzata hegyvidéki jellegű, területének nagy részét a Calabriai-Appenninek vonulatai alkotják. Csak kisebb síkságok vannak, elsősorban a tengerparton illetve a folyók völgyében.
A megye területét átszelik a Mésima és az Angitola folyók. Ez utóbbi mentén található a duzzasztással létrehozott Angitola-tó, amely Calabria legnagyobb tava.
Éghajlata mediterrán jellegű, a hegységek vidékén azonban enyhébb.

## Fő látnivalók
- Kulturális helyszínek:
  - Vibo Valentia középkori óvárosa, valamint az ókori Hipponium romjai
  - Nicotera óvárosa
  - Tropea óvárosa
- Tengerparti üdülőközpontok:
  - Vibo Marina
  - Tropea
  - Pizzo

## Községek(comuni)
| Acquaro              | Parghelia              |
| Arena                | Pizzo                  |
| Briatico             | Pizzoni                |
| Brognaturo           | Polia                  |
| Capistrano           | Ricadi                 |
| Cessaniti            | Rombiolo               |
| Dasà                 | San Calogero           |
| Dinami               | San Costantino Calabro |
| Drapia               | San Gregorio d’Ippona  |
| Fabrizia             | San Nicola da Crissa   |
| Filadelfia           | Sant’Onofrio           |
| Filandari            | Serra San Bruno        |
| Filogaso             | Simbario               |
| Francavilla Angitola | Sorianello             |
| Francica             | Soriano Calabro        |
| Gerocarne            | Spadola                |
| Jonadi               | Spilinga               |
| Joppolo              | Stefanaconi            |
| Limbadi              | Tropea                 |
| Maierato             | Vallelonga             |
| Mileto               | Vazzano                |
| Mongiana             | Vibo Valentia          |
| Monterosso Calabro   | Zaccanopoli            |
| Nardodipace          | Zambrone               |
| Nicotera             | Zungri                 |